# Măcicașu, Cluj
Măcicașu (în maghiară Magyarmacskás) este un sat în comuna Chinteni din județul Cluj, Transilvania, România.

## Date geografice
Altitudinea medie: 435 m. 

## Numele
Numele localității vine de la cuvântul maghiar „macska” („pisică”). În Evul Mediu existau numeroase pisici sălbatice în pădurile inconjurătoare.

## Istorie
- În sat a fost descoperit un altar votiv dedicat zeului Silvanus Silvester de sclavul Fortunatus pentru sănătatea stăpânului său Theupropus. Altarul sugerează existența unei "villa rustica" romane, administrată de un "servus villicus".
- Cultul zeului Silvanus practicat în Dacia romană s-a răspândit imediat după 107 e.n. și prezintă similitudini cu acela din Pannonia, unde foarte frecvent are adăugat și titlul de Silvester. S-a răspândit îndeosebi prin soldații romani, sclavi și liberți. De cele mai multe ori suplinește și credința în vechi zei locali. Silvanus era cel mai important zeu al societății rurale din imperiul roman, adeseori fiind asociat cultului zeiței Ceres.

## Note

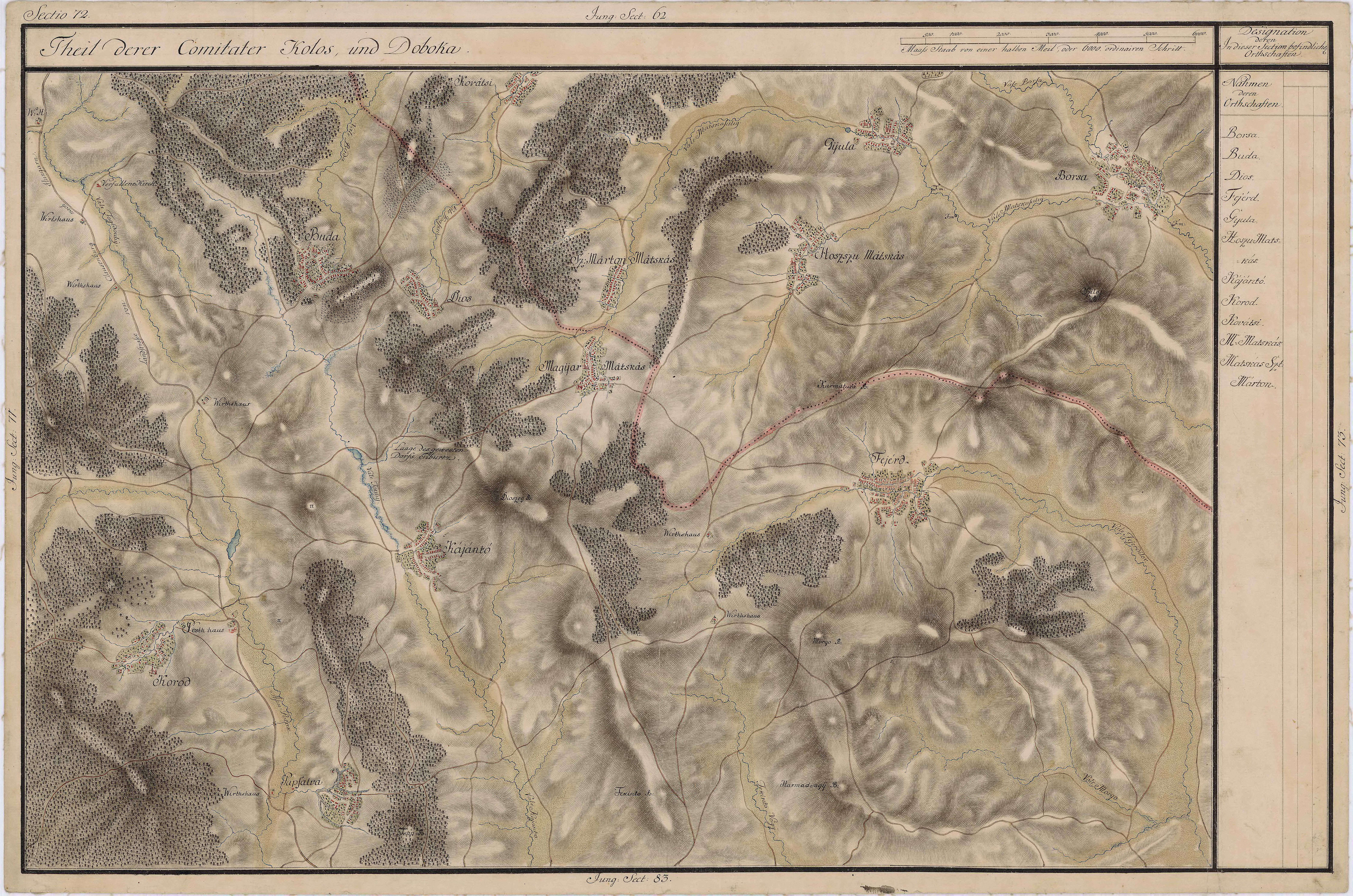
Măcicașu pe Harta Iosefină a Transilvaniei, 1769-73

## Galerie de imagini

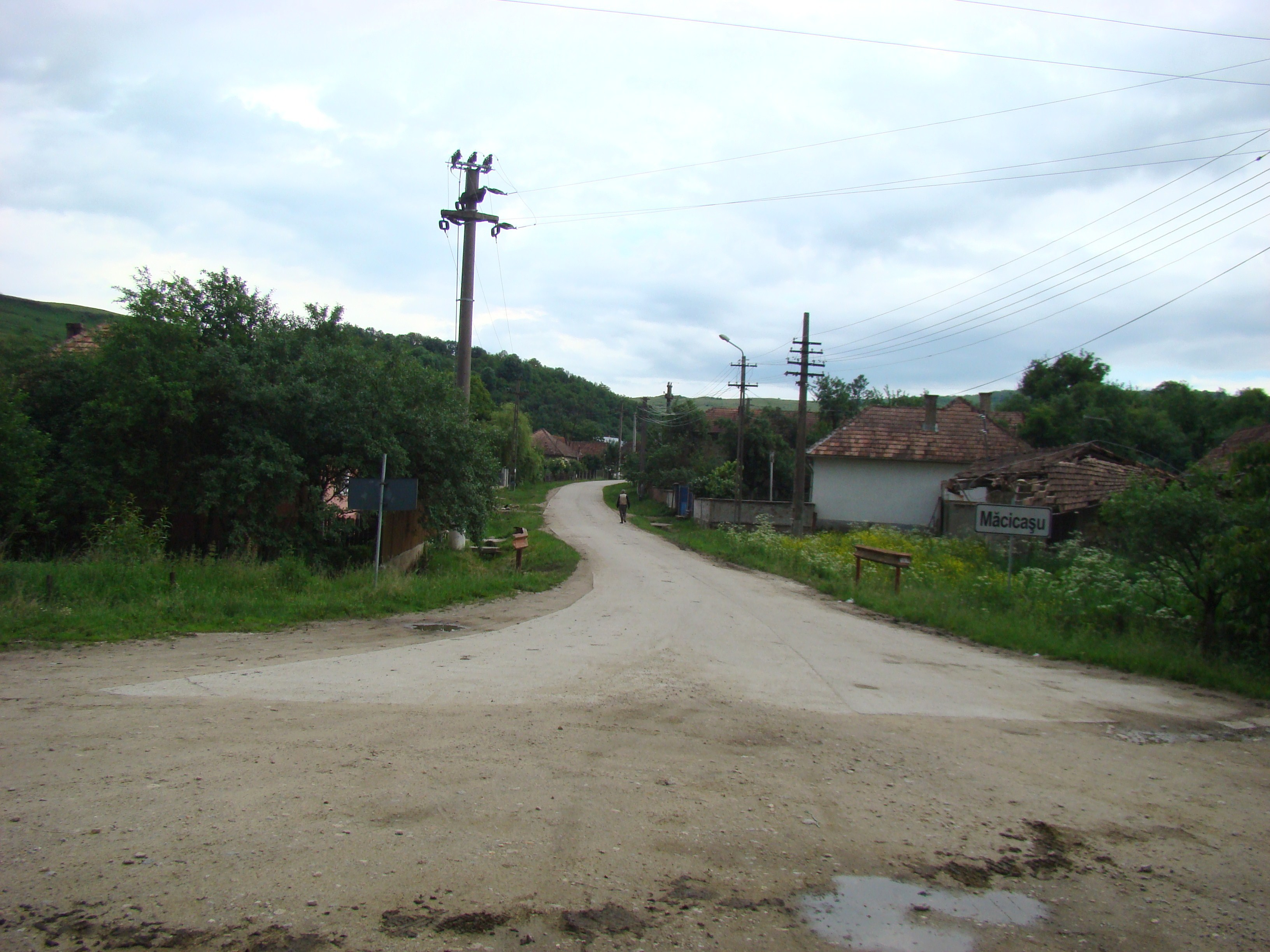
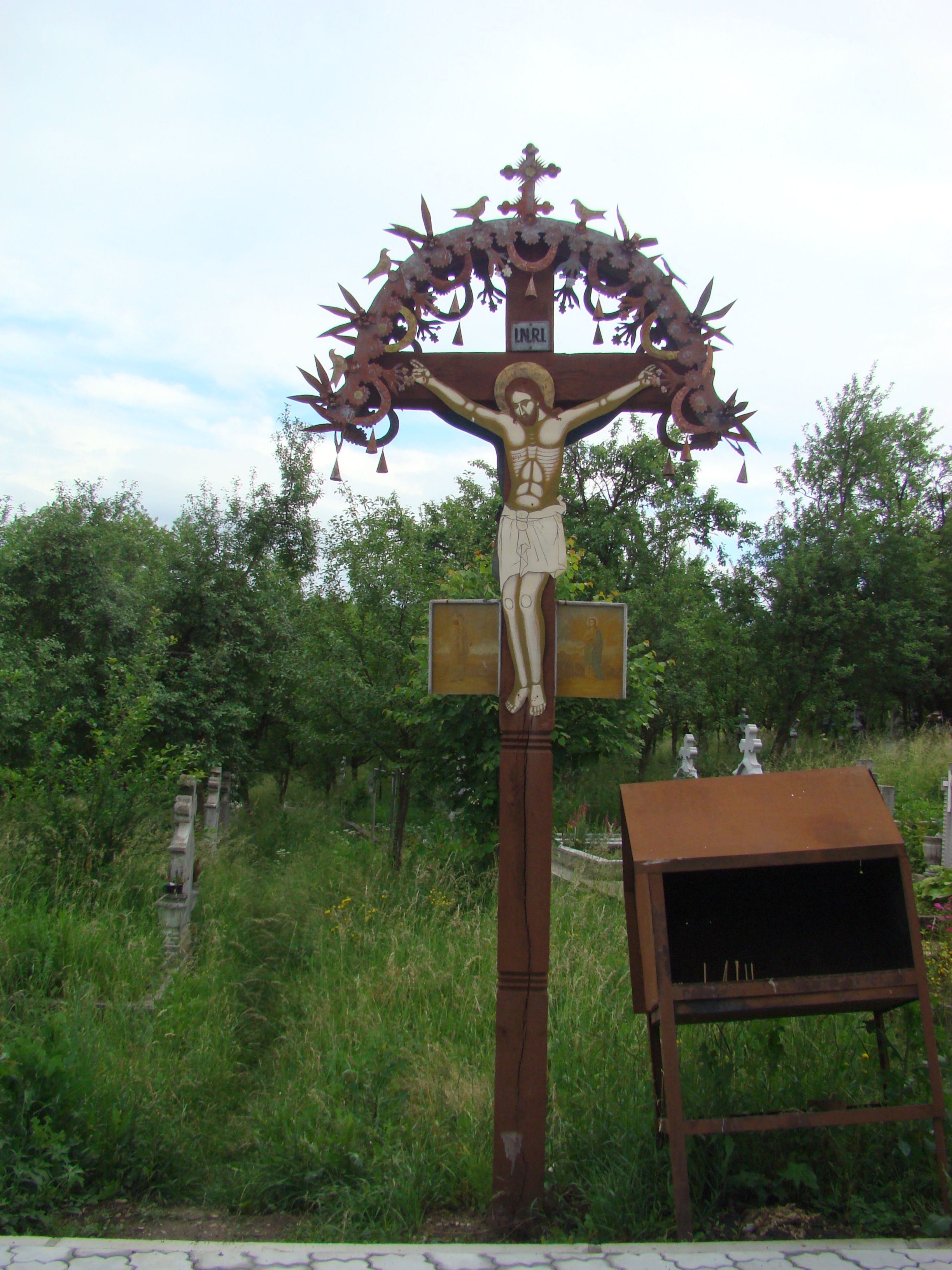
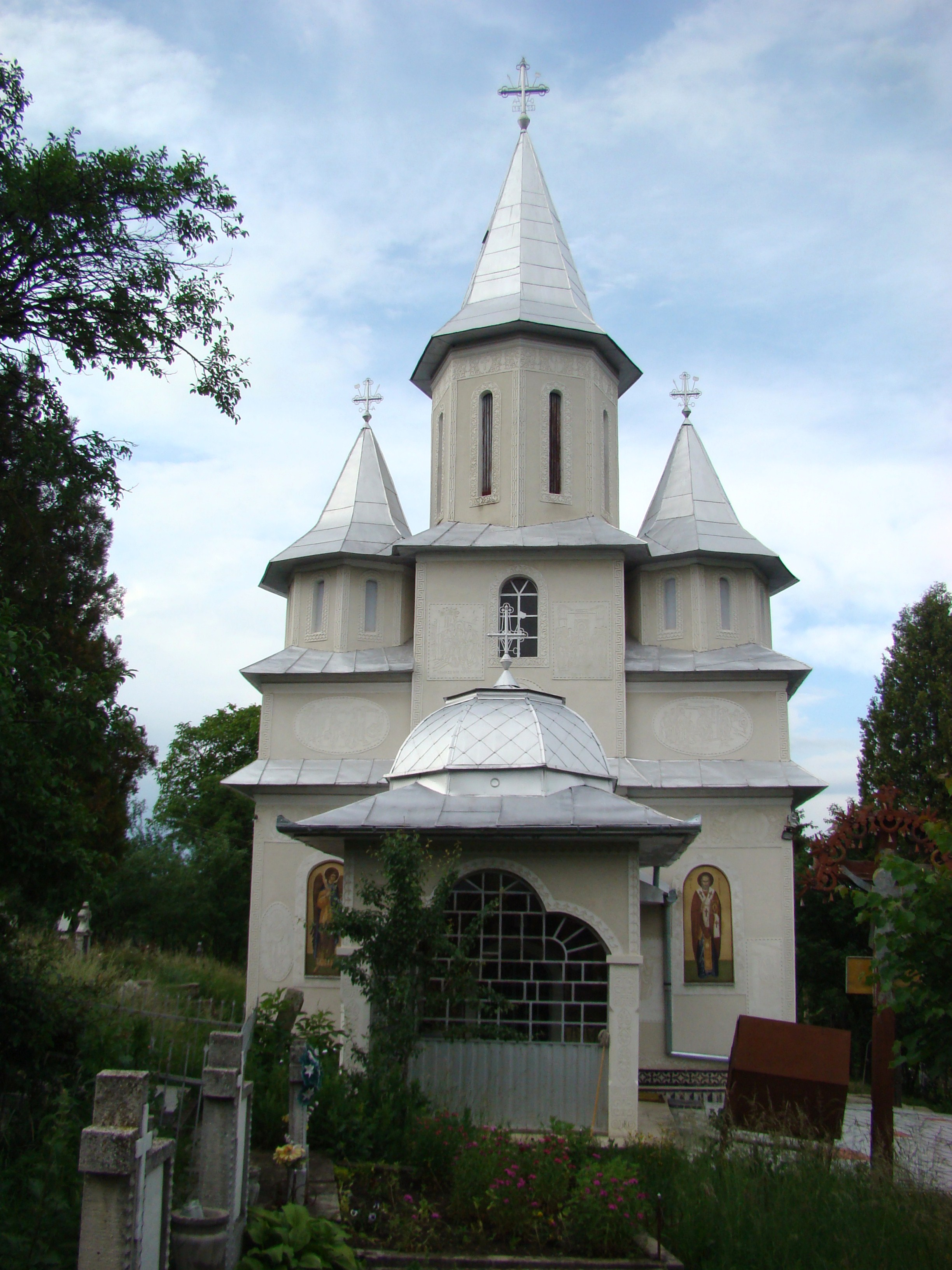
Biserica ortodoxă
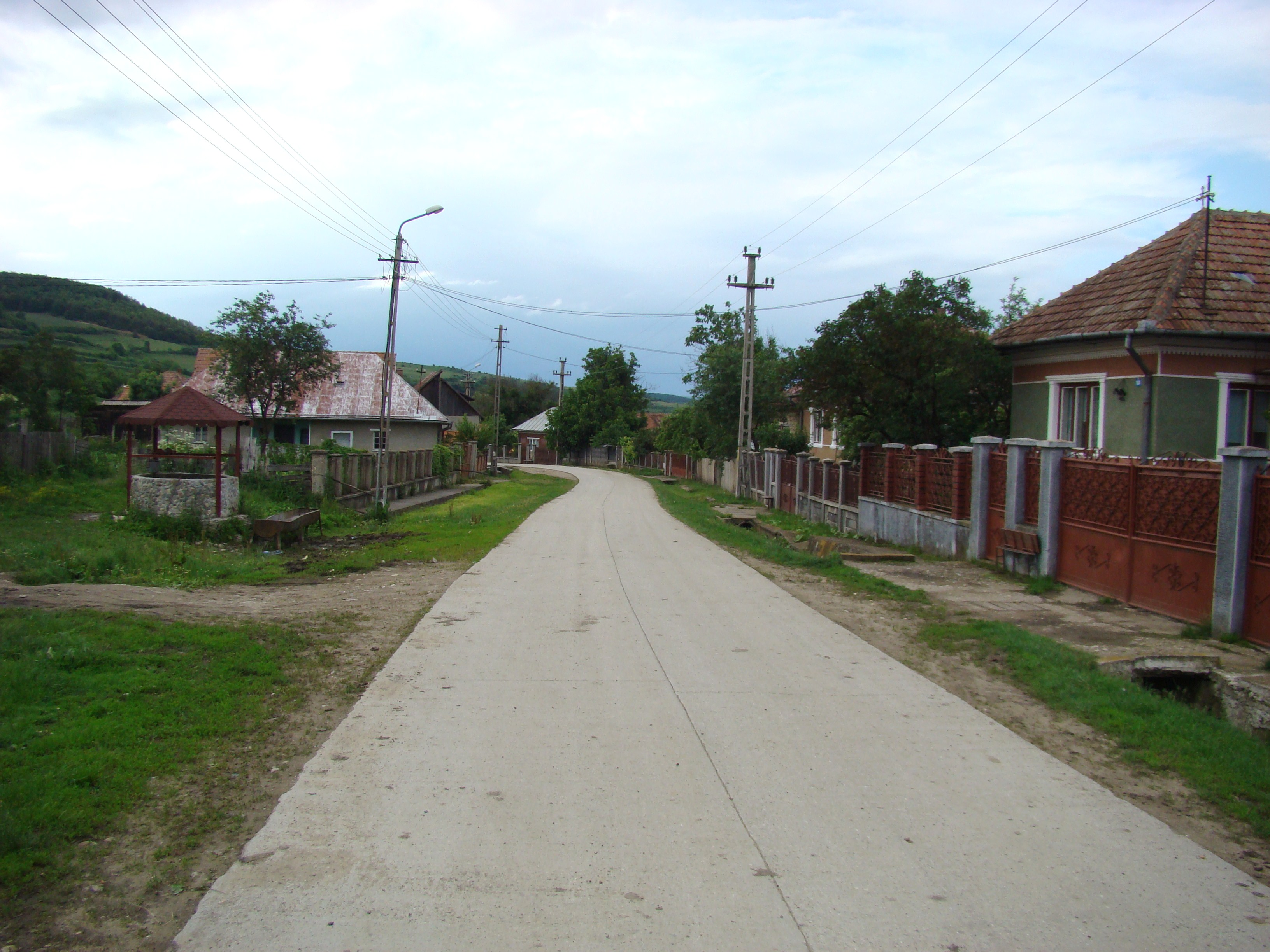
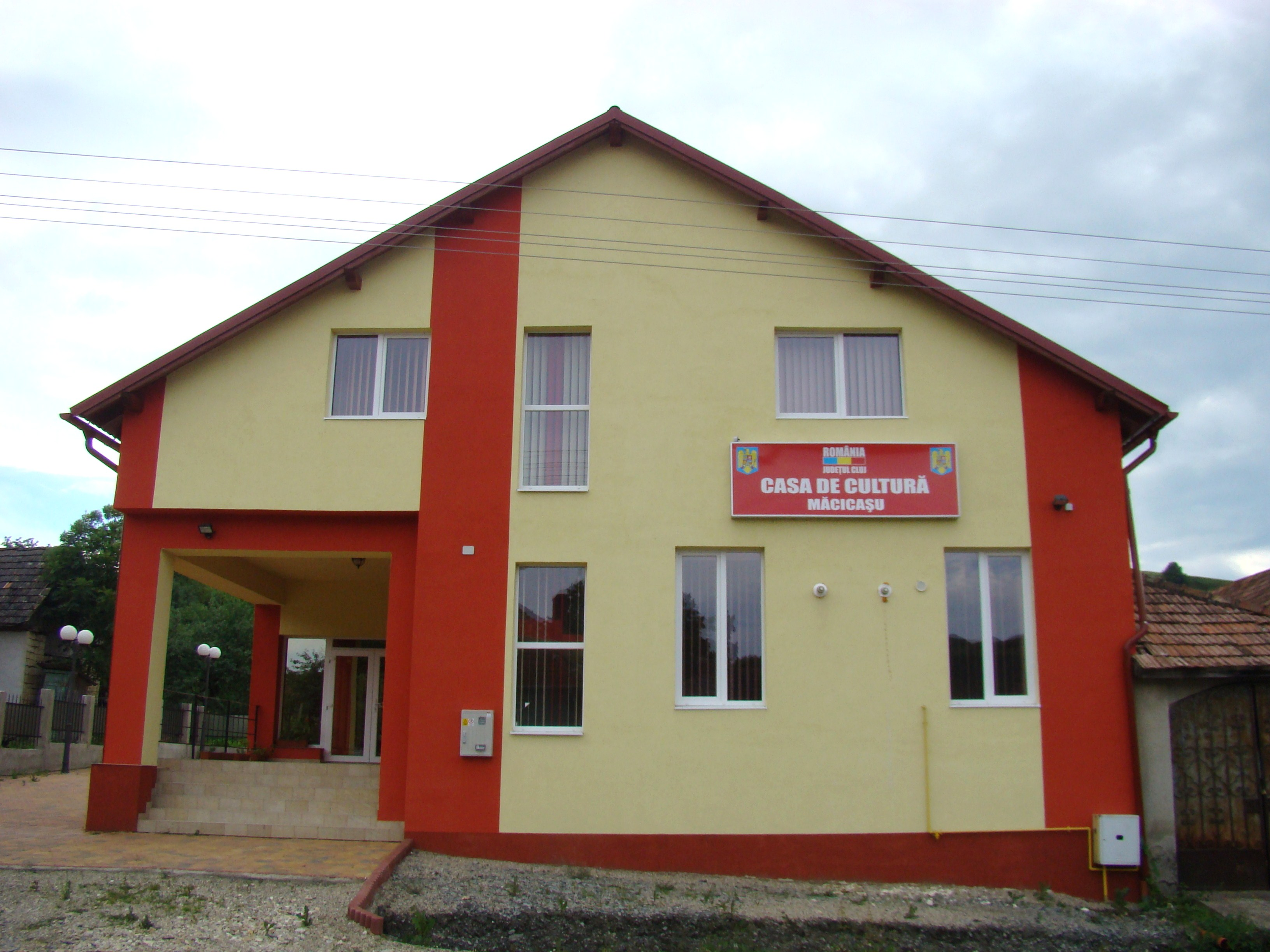
Casa de cultură Măcicașu
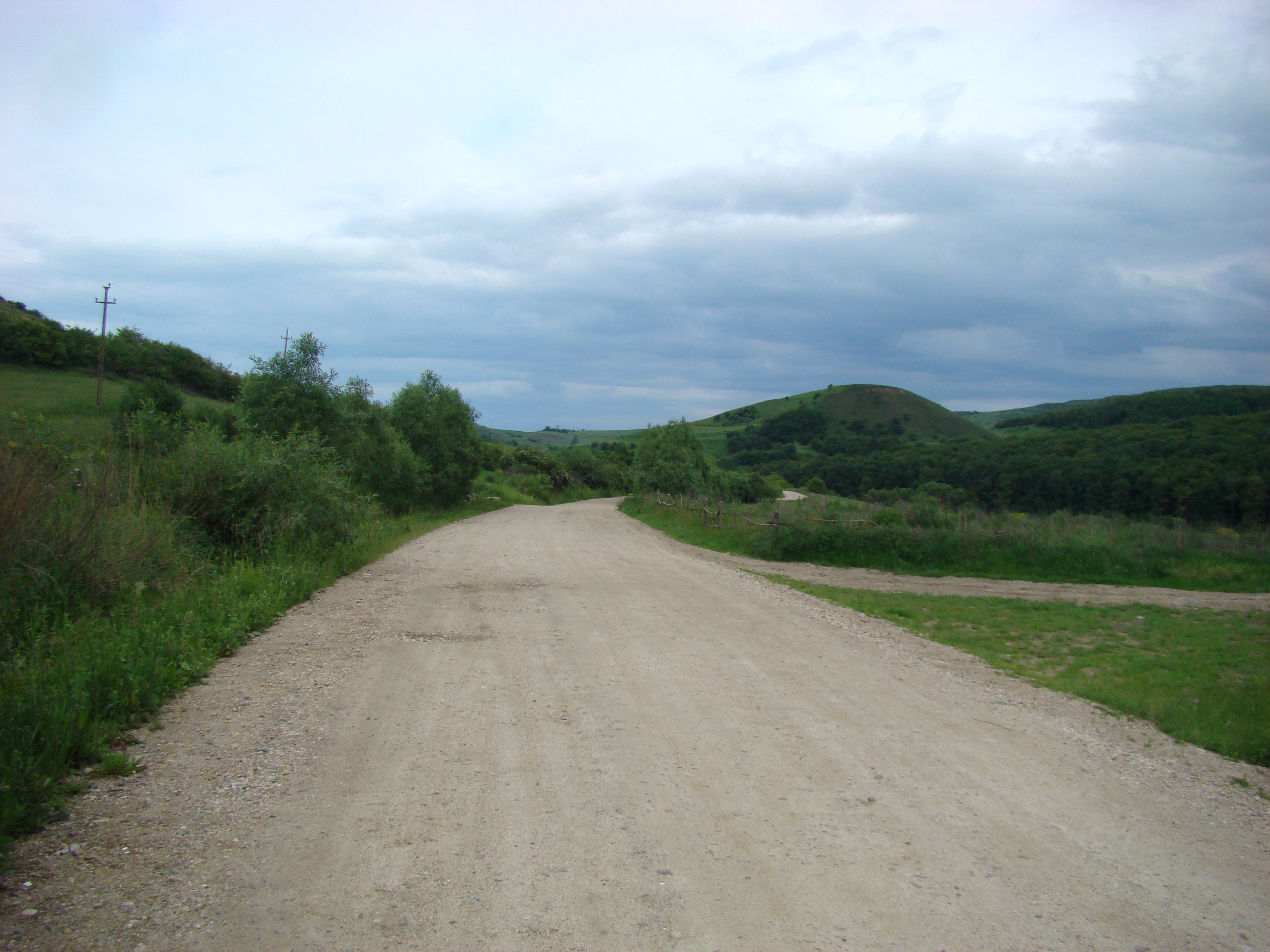
Drumul Măcicașu-Deușu